# Kret (film 1970)
Kret (hiszp. El Topo) – film produkcji meksykańskiej z 1970 roku, w reżyserii Alejandro Jodorowsky’ego.
Kret, należący do gatunku westernów, opowiada o wędrującym po Dzikim Zachodzie rewolwerowcu (Alejandro Jodorowsky), który porzuca swojego dorastającego syna (Brontis Jodorowsky) w celu doskonalenia swoich umiejętności oraz nabrania sił do walki ze złem świata. Kret zawiera brutalne, groteskowe sceny przemocy i ukazuje prowokacyjne perwersje postaci w nim występujących.
Kret po publikacji zyskał status filmu kultowego i zapoczątkował zjawisko filmów wyświetlanych o północy. Stał się ulubionym filmem Johna Lennona i Yoko Ono, którzy udzielili później Jodorowsky’emu środków finansowych na realizację filmu Święta góra. W Polsce popularność zyskał po publikacji odnowionej wersji. Recenzenci zwracali uwagę na prowokacyjny atak Jodorowsky’ego na instytucję Kościoła i kapitalizm; Paweł T. Felis w głównej postaci doszukiwał się „westernowo-hippisowskiego Zbawiciela” demaskującego absurdy religijne.

## Obsada
- Alejandro Jodorowsky – Kret
- Brontis Jodorowsky – syn Kreta
- Mara Lorenzio – Mara
- David Silva – pułkownik
- Paula Romo – kobieta w czerni